# Saison 1 de Dead to Me
Chronologie
Saison 2
Cet article présente le guide des épisodes de la première saison de la série télévisée américaine  Dead to Me.

## Résumé de la saison
Jen Harding, agente immobilier, fait encore face à la mort de son mari, tué une nuit après avoir été renversé par une voiture. Elle élève ses deux fils et canalise sa colère dans la traque du chauffard, plutôt que de se libérer dans son groupe de soutien aux personnes en deuil. Dans son groupe, elle rencontre Judy Hale, femme pétillante mais en souffrance, qui se rapproche vite d'elle. Mais leur proximité va provoquer la révélation de leurs secrets.

## Distribution

### Acteurs principaux
- Christina Applegate : Jen Harding
- Linda Cardellini : Judy Hale
- James Marsden : Steve Wood
- Max Jenkins : Christopher Doyle
- Sam McCarthy : Charlie Harding
- Luke Roessler : Henry Harding

## Liste des épisodes

### Épisode 1:Pilote
- Keong Sim (le pasteur Wayne)
- Telma Hopkins (Yolanda)
- Edward Fordham Jr. (Kyle)
- Blair Beeken (Wendy)
- Lily Knight (Linda)
- Suzy Nakamura (Karen)
- Edward Asner (Abe Rifkin)
- Soledad St. Hilaire (l'infirmière)

### Épisode 2:Peut-être que je suis cinglée
- Edward Asner (Abe Rifkin)
- Marcus Brown (l'officier Hernandez)
- Owen Robinson (l'officier Morton)
- Tiffany Yvonne Cox (Gina)
- Haley Sims (Kayley)
- Erik Rondell (Aggro Man)

### Épisode 3:Tout est de ma faute
- Valerie Mahaffey (Lorna Harding)
- Diana Maria Riva (l'inspecteur Ana Perez)
- Keong Sim (le pasteur Wayne)
- Telma Hopkins (Yolanda)
- Edward Fordham Jr. (Kyle)
- Blair Beeken (Wendy)
- Lily Knight (Linda)
- Edward Asner (Abe Rifkin)
- Marcus Brown (l'officier Hernandez)
- Eve Sigall (Agatha)

### Épisode 4:Y retourner
- Olivia Macklin (Bambi)
- Pamela Drake Wilson (Fit Server)

- Dans cet épisode, il est révélé que Jen a subi une double mastectomie car elle a les gènes d'un cancer du sein[1]. Christina Applegate a été atteinte d'un cancer du sein en 2008 et a subi une double mastectomie. Elle a demandé à la créatrice de la série, Liz Feldman, si son personnage pouvait avoir eu une double mastectomie, ce qu'elle a accepté[1],[2].
- Max Jenkins et Sam McCarthy sont crédités au générique, mais n'apparaissent pas dans cet épisode.

### Épisode 5:Besoin d'un break
- Steve Howey (Jason)
- Brandon Scott (Nick Prager)
- Keong Sim (le pasteur Wayne)
- Telma Hopkins (Yolanda)
- Gloria Calderon Kellett (Patty)

Jen et Judy assistent à une «retraite du deuil» à Palm Springs, mais agissent comme s'il s'agissait de vacances. Jen boit et flirte beaucoup avec Jason, un homme très séduisant récemment veuf. Elle retrouve ce dernier dans un bar et le rejoint dans sa chambre d'hôtel afin de coucher avec lui, mais Jason n'y arrive pas et la relation tourne court. Pendant ce temps, Judy fait la connaissance de Nick, également rencontré au bar de l'hôtel pendant qu'il faisait du karaoké. Officier de police, Nick s'est rendu à cette #« retraite de deuil » car il a perdu son meilleur ami au cours d'une patrouille et s'est mis en congé depuis. Judy et Nick tombent sous le charme l'un de l'autre et commencent une relation. 
- Crédités au générique, James Marsden, Max Jenkins, Sam McCarthy et Luke Roessler n'apparaissent pas dans cet épisode.

### Épisode 6:Oh, mon Dieu
- Brandon Scott (Nick Prager)
- Diana Maria Riva (l'inspecteur Ana Perez)
- Keong Sim (le pasteur Wayne)
- Ericka Kreutz (Ally Adams)
- Tara Karsian (Principal Erica Brewer)
- Deborah Theaker (Mrs. Bogle)
- Adora Soleil Bricher (Shandy Adams)

Nick retrouve Jen et Judy à l'endroit où Ted a été tué et propose de parler de l'affaire au détective de police local chargé de l'enquête, Ana Perez. Judy apprend que le corps de Ted a été retrouvé par une fillette de 9 ans, Shandy Adams. Le fils de Jen, Charlie, vend des drogues qu'il a volées dans l'armoire à pharmacie de Ted. Afin de punir Charlie, Jen « engage » Nick, habillé en tenue d'officier de police, pour qu'il débarque chez elle et lui faire peur. Mais alors qu'il fouille le sac de l'adolescent, Nick a la surprise de voir une arme à feu, qu'il a volée à sa grand-mère. 
Pendant ce temps, Henry participe à la chorale de son école, mais lorsque ce dernier quitte brusquement la salle durant un spectacle après s'être énervé devant ses camarades et le public, Jen apprend que ce dernier est sujet à des crises de colère. Jen envoie Charlie dans une réunion de groupe dirigé par le pasteur Wayne, tandis que Henry, subjugué par la performance et la perfection de la chorale de l'église dirigé par l'associé de sa mère, Chris, décide de l'intégrer.
- Crédité au générique, James Marsden n'apparaît pas dans cet épisode.